# کوه حاجی کشته (نیشابور)
کوه حاجی کشته کوهی در رشته‌کوه البرز و در کشور ایران است. این کوه در نزدیکی شهر نیشابور در استان خراسان رضوی واقع شده است.